# Monti Sant'Elia

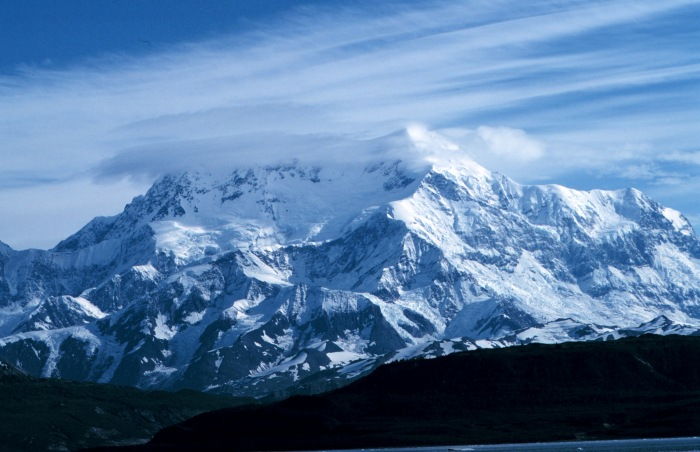
Il monte Saint Elias

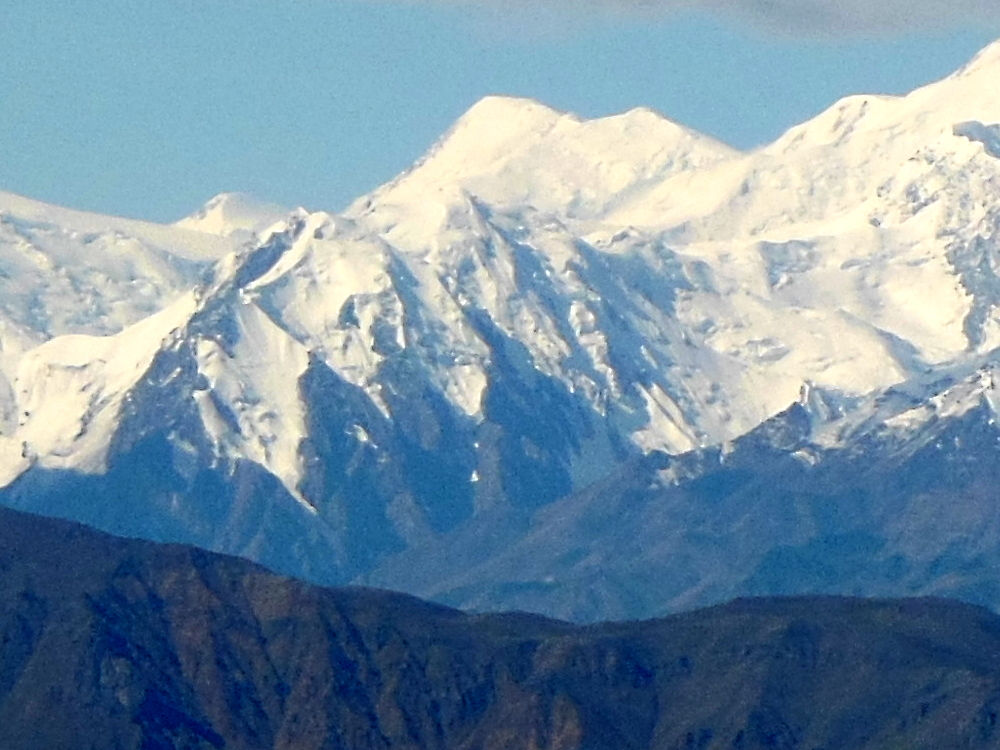
Monte Lucania

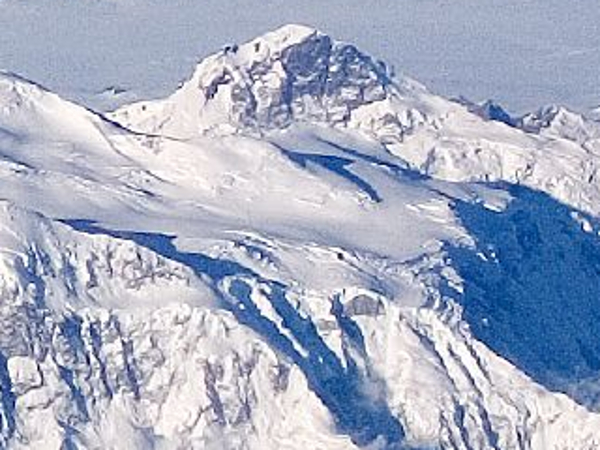
King Peak

I Monti Sant'Elia sono una catena montuosa, che fa parte della Catena Costiera Pacifica, situata tra le regioni sud-est dell'Alaska, le regioni occidentali del territorio canadese dello Yukon, e le regioni Nord-Occidentali della Columbia Britannica. Al suo interno si trovano i parchi del Wrangell-St. Elias National Park and Preserve e il Glacier Bay National Park in Alaska, e il Kluane National Park and Reserve in Canada.

## Orografia

### Principali vette
| Vetta             | Altezza | Altezza | Posizione    | Note                                                  |
| Vetta             | m       | ft      | Posizione    | Note                                                  |
| ----------------- | ------- | ------- | ------------ | ----------------------------------------------------- |
| Monte Logan       | 5,959   | 19,550  | Yukon        | Più alta vetta del Canada                             |
| Monte Saint Elias | 5,489   | 18,008  | Alaska-Yukon | Seconda più alta vetta del Canada e degli Stati Uniti |
| Monte Lucania     | 5,226   | 17,147  | Yukon        | numero 3 in Canada                                    |
| King Peak         | 5,173   | 16,971  | Yukon        | numero 4 in Canada                                    |
| Monte Steele      | 5,073   | 16,644  | Yukon        | numero 5 in Canada                                    |
| Monte Bona        | 5,005   | 16,421  | Alaska       |                                                       |
| Monte Wood        | 4,842   | 15,885  | Yukon        |                                                       |
| Monte Vancouver   | 4,812   | 15,787  | Yukon        |                                                       |
| Monte Churchill   | 4,766   | 15,638  | Alaska       |                                                       |
| Monte Slaggard    | 4,742   | 15,557  | Yukon        |                                                       |
| Monte Macaulay    | 4,690   | 15,387  | Yukon        |                                                       |
| Monte Fairweather | 4,671   | 15,325  | BC-Alaska    | numero 1 in Columbia Britannica                       |
| Monte Hubbard     | 4,577   | 15,015  | Yukon        |                                                       |
| Monte Bear        | 4,520   | 14,831  | Alaska       |                                                       |
| Monte Walsh       | 4,507   | 14,787  | Yukon        |                                                       |
| Monte Alverstone  | 4,439   | 14,565  | Alaska-Yukon |                                                       |
| University Peak   | 4,410   | 14,470  | Alaska       |                                                       |
| McArthur Peak     | 4,389   | 14,400  | Yukon        |                                                       |
| Monte Augusta     | 4,289   | 14,070  | Alaska-Yukon |                                                       |
| Monte Cook        | 4,196   | 13,766  | Alaska-Yukon |                                                       |